# Pavel Pouček z Talmberka
Pavel Pouček z Talmberka, také Pavel Štěpánův (před 1460–1498 Praha) byl český šlechtic z rodu pánů z Talmberka a římskokatolický duchovní. Byl administrátorem pražského arcibiskupství v období jeho sedisvakance.

## Život
O jeho původu není známo nic, než že byl synem dosud neidentifikovaného Štěpána z rodu pánů z Talmberka.
Do historických pramenů vstoupil v roce 1484 již jako doktor dekretů (tedy absolvent univerzitního studia, který obhájil doktorát) a rytíř Řádu křižovníků - Strážců Božího hrobu, působil jako probošt jejich kláštera v Praze Na Zderaze. V témže roce byl také jako dosavadní kanovník Metropolitní kapituly pražské a visitátor pražského arcibiskupství jmenován administrátorem pražského arcibiskupství. Dále jej 9. srpna roku 1490 papež Inocenc VIII. jmenoval svým kaplanem..
V inventáři precios a parament pražské katedrály z roku 1503 je zaznamenáno, že po jeho smrti katedrála dostala dva damaškové ornáty s celým příslušenstvím. 
Zemřel roku 1498 a byl pohřben do krypty Svatovítské katedrály s ostatními administrátory.